# Manassas National Battlefield Park
Il Manassas National Battlefield Park è un parco nazionale sito nella contea di Prince William, in Virginia. Racchiude al suo interno numerose costruzioni risalenti alla metà del XIX secolo, così come due campi di battaglia della guerra di secessione: quello della prima battaglia di Bull Run e della seguente seconda battaglia di Bull Run.

## Storia
La zona di Manassas acquisì importanza allo scoppio della guerra di secessione, poiché posta alla frontiera tra Stati Uniti e Stati Confederati d'America. Tra il 1861 e il 1862 vi si combatterono quindi le prime battaglie significative del conflitto; nella fattispecie presso Manassas ebbero luogo la prima battaglia di Bull Run nel 1861 e la seconda battaglia di Bull Run nel 1862, entrambe vittorie confederate.

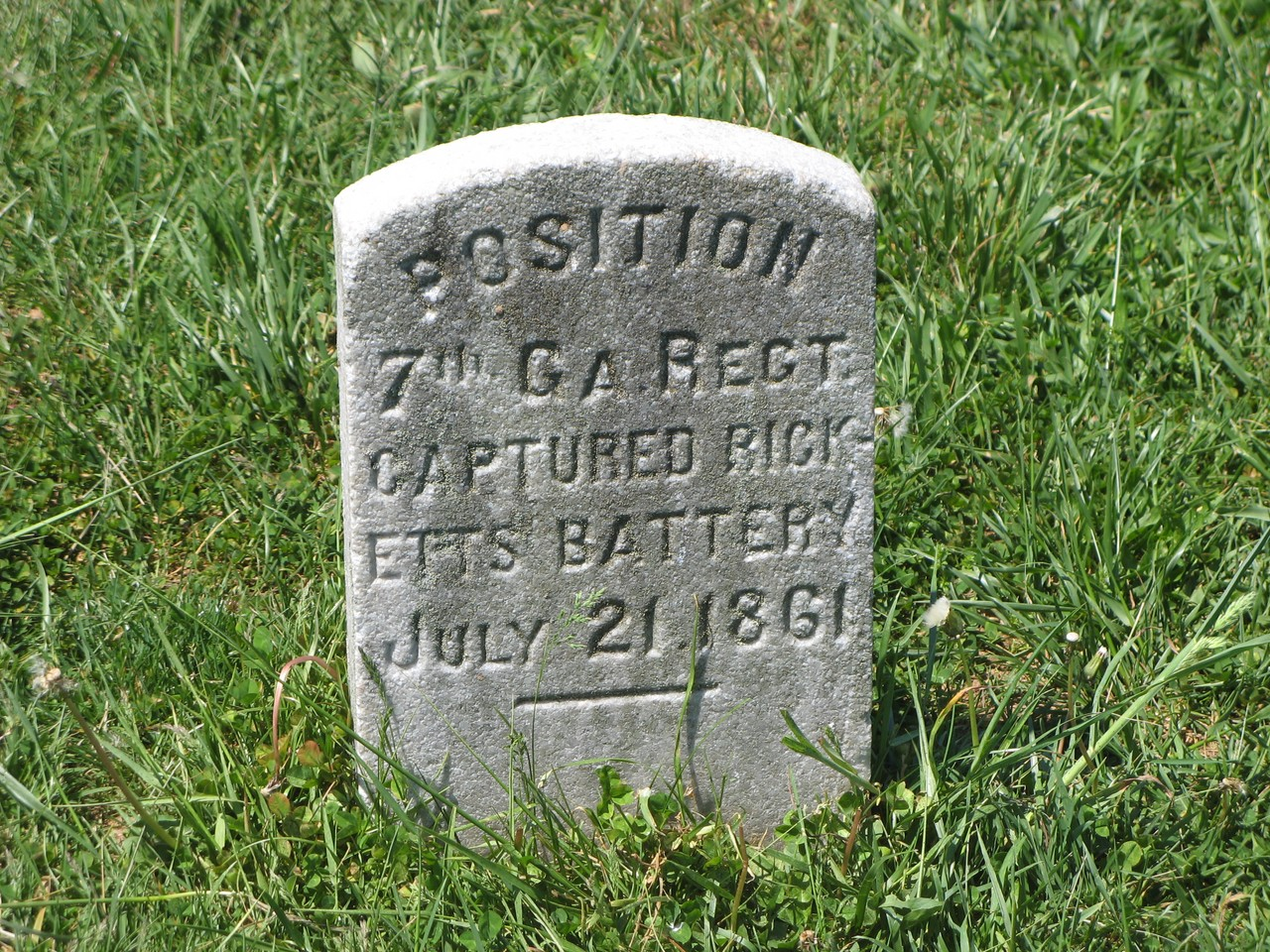
Cippo collocato nel punto in cui il 7º Reggimento della Georgia catturò una batteria di cannoni nordisti durante la prima battaglia di Bull Run

Nel 1911 sulle terre del futuro parco si tenne il giubileo della pace di Manassas, evento organizzato dai veterani della guerra civile per favorire il ricreato clima di unità nazionale. Per il suo significato storico, la zona venne resa un parco nel 1936 dal governo della Virginia, venendo poi elevata al rango di parco nazionale trent'anni più tardi. Tutt'oggi, a causa degli scontri combattuti in passato, si continuano a rinvenire resti umani all'interno del parco.

## Siti d'interesse
Elenco parziale dei punti di riferimento presenti all'interno del parco:
- Stone House, costruzione utilizzata come ospedale durante gli scontri;
- Stone Bridge, un ponte di pietra il cui possesso si contendevano i combattenti;
- Robinson House, casa appartenente all'afroamericano libero Jim Robinson, uno dei punti in cui i combattimenti si concentrarono maggiormente, ora in rovina a causa di un incendio nel 1993;
- Yorkshire Plantation, dove un tempo sorgeva la piantagione di Wilmer McLean, un abitante del posto che fuggì da Manassas ma che fu protagonista della resa confederata alla battaglia di Appomattox;
- monumento bronzeo a Stonewall Jackson.